# Nanyang
Nanyang és una ciutat a nivell de prefectura al sud-oest de la província de Henan, a la República Popular de la Xina. És la prefectura de major extensió de la província de Henan. Limita amb Xinyang al sud-est, Zhumadian a l'est, Pingdingshan al nord-est, Luoyang al nord, Sanmenxia al nord-oest, la província de Shaanxi a l'oest i la província de Hubei al sud. Segons el cens del 2020, Nanyang tenia 9.713.112 persones. A la seva àrea urbanitzada (o metropolitana), formada pels districtes de Wolong i Wancheng, hi vivien 2.085.680 persones.
S'han descobert fòssils d'ous de dinosaures a la conca de Nanyang.

## Etimologia
En el nom "Nanyang" (xinès simplificat: 南阳; xinès tradicional: 南陽; pinyin: Nányáng), Nan (南) significa sud, i Yang (阳/陽) significa sol: el costat sud d'una muntanya o el costat nord d'un riu, en xinès s'anomena Yang. El nom prové de la comandància de Nanyang, una comandància establerta a la regió durant el període dels Regnes Combatents. Abans que el nom "Nanyang" s'associés amb la ciutat, es coneixia com "Wan" (宛).

## Història
Nanyang va ser la capital de l'estat de Shen al primer mil·lenni aC. Va esdevenir important sota la dinastia Han (206 aC-220 dC), tant com a centre de comerç i com a seu de les fundicions de ferro estatals i d'altres empreses manufactureres estatals. També va ser el punt en què van convergir les principals rutes que connectaven les principals ciutats. Durant la dinastia Han oriental, era sinònim de refinament i luxe, i durant un temps va ser la capital del sud. Posteriorment va perdre importància, però va continuar sent un centre polític i cultural del sud-oest de la província de Henan i un centre comercial.

## Geografia
Nanyang es troba al sud-oest de la província, limitant amb Hubei (Xiangyang, Shiyan i Suizhou) al sud, Shaanxi (Shangluo) a l'oest i amb les següents ciutats-prefectura de Henan: Zhumadian (E), Xinyang (SE), Sanmenxia (NO), Luoyang (N) i Pingdingshan (NE). La prefectura té una superfície de 26.591 quilòmetres quadrats. La ciutat es troba a la conca de Nanyang, que forma part d'una regió de la Xina central que es troba entre l'extrem oriental de la serralada Qin i el naixement del riu Huai. Per tant, utilitzant aquestes dues característiques geogràfiques com a línia divisòria, és difícil classificar la ciutat en el nord o el sud de la Xina.
Al nord de la ciutat pròpiament dita, hi ha una muntanya anomenada Du o Dushan, que és famosa pel jade Dushan, un dels quatre jades famosos de la Xina, ara una raresa. Al sud-oest es troba el comtat de Neixiang amb la reserva de la biosfera de Baotianman de recent desenvolupament, una àrea d'alta biodiversitat, amb 65 espècies rares i en perill d'extinció.

### Clima
El clima és generalment moderat i és un clima subtropical humit de quatre estacions (Köppen Cwa), amb fortes influències monsòniques: els hiverns són frescos però secs, i els estius són calorosos i humits. La primavera i la tardor proporcionen transicions de durada raonable. La temperatura mitjana diària mensual al gener és d'1,6 °C i al juliol és de 27,0 °C; la mitjana anual és de 15,2 °C. Més de la meitat de les pluges anuals es produeixen de juny a agost.